# 하키 (가수)
하키(본명: 임학희, Hockee)는 대한민국의 인디 뮤지션이다.

### 정규 음반
1. 이상한 얘기 (2004년)
2. Hockee World (2009년)